# Prince Regent River
Prince Regent River är en flodmynning i Australien. Den ligger i delstaten Western Australia, omkring 2 100 kilometer nordost om delstatshuvudstaden Perth.
Trakten runt Prince Regent River är nära nog obefolkad, med mindre än två invånare per kvadratkilometer.. Det finns inga samhällen i närheten.
I omgivningarna runt Prince Regent River växer huvudsakligen savannskog. Savannklimat råder i trakten. Genomsnittlig årsnederbörd är 1 697 millimeter. Den regnigaste månaden är januari, med i genomsnitt 385 mm nederbörd, och den torraste är augusti, med 1 mm nederbörd.